# Bălțești
Bălțești – wieś w Rumunii, w okręgu Prahova, w gminie Bălțești. W 2011 roku liczyła 1332 mieszkańców.